# Sommerschloss Rzeszów

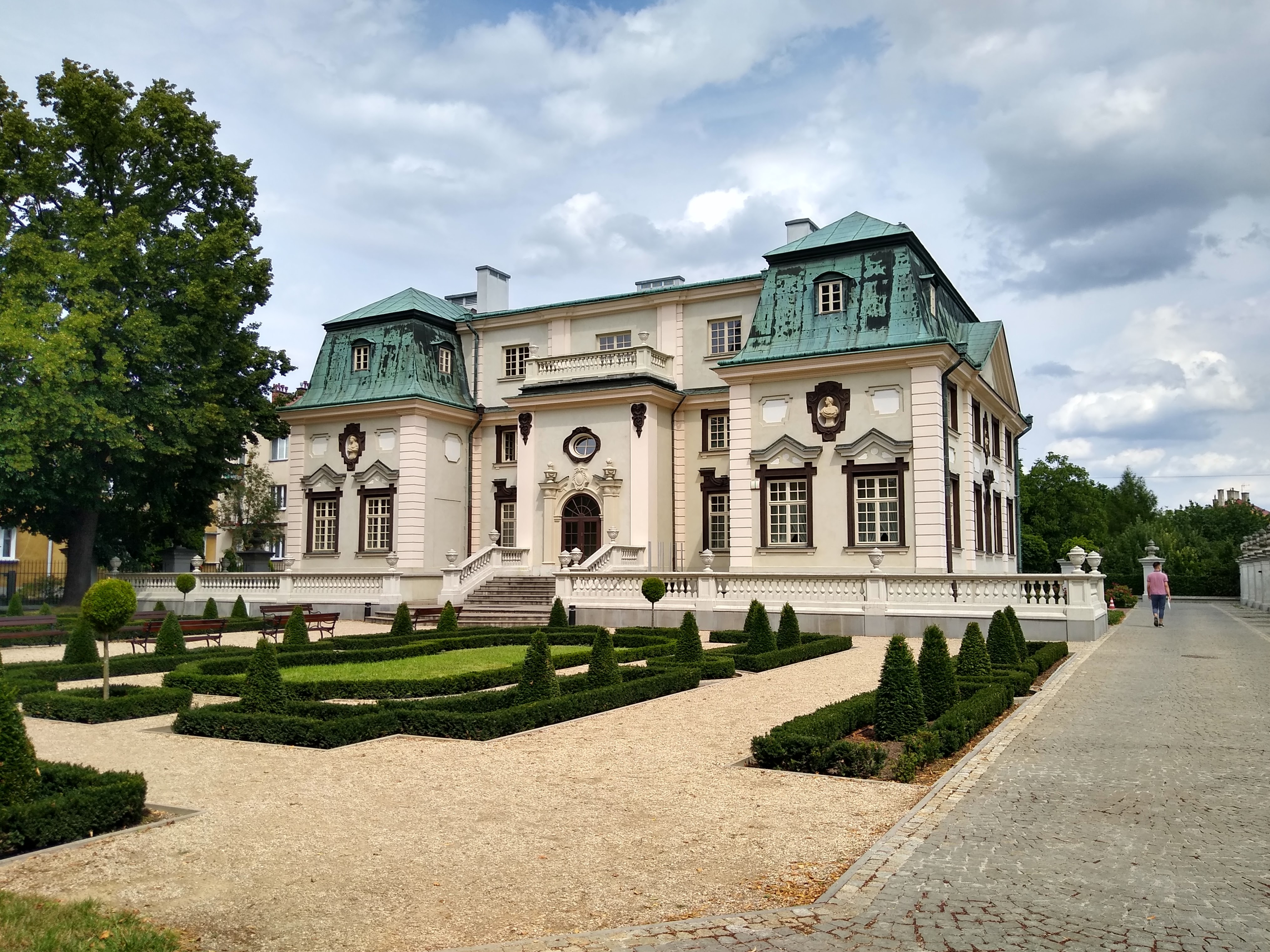
Ansicht von der Gartenseite

Das Sommerschloss Rzeszów (polnisch Letni Pałac Lubomirskich w Rzeszowie) ist ein Stadtpalais des polnischen Adelsgeschlechts Lubomirski in Rzeszów in der polnischen Woiwodschaft Karpatenvorland. Das Bauwerk befindet sich in der Altstadt unweit des Altmarkts.

## Geschichte
An der Stelle des heutigen Schlosses befand sich ein Weinberg, den Mikołaj Spytek Ligęza um 1600 anlegen ließ. 1682 beauftragte Hieronim Augustyn Lubomirski Tylman van Gameren mit der Errichtung eines Sommerschlosses in der Nähe seiner Residenz im Schloss Rzeszów. Von 1738 bis 1746 ließ Georg Ignatius von Lubomirsky das Schloss von Karl Heinrich Wiedemann im Stil des Rokoko als Maison de plaisance für seine Ehefrau Joanna Lubomirska ausbauen. 1819 verkaufte die Witwe von Franciszek Grzegorz Lubomirski das Schloss an die österreichische Verwaltung. Es geriet jedoch bald wieder in private Hände und wechselte mehrmals den Besitzer. 1977 wurde es verstaatlicht und diente unter anderem als Universitätsgebäude. Derzeit ist es Sitz der örtlichen Ärztekammer.